# Droga wojewódzka 985
Die Droga wojewódzka 985 (DW 985) ist eine 70 Kilometer lange Droga wojewódzka (Woiwodschaftsstraße) in der polnischen Woiwodschaft Karpatenvorland, die Tarnobrzeg mit Dębica verbindet. Die Strecke liegt in der kreisfreien Stadt Tarnobrzeg, im Powiat Tarnobrzeski, im Powiat Mielecki und im Powiat Dębicki.

## Streckenverlauf
Woiwodschaft Karpatenvorland, Kreisfreie Stadt Tarnobrzeg
-  Tarnobrzeg (DK 9, DW 723, DW 758, DW 871)

Woiwodschaft Karpatenvorland, Powiat Tarnobrzeski
- Siedleszczany
- Skopanie
-  Baranów Sandomierski (DW 872)

Woiwodschaft Karpatenvorland, Powiat Mielecki
- Padew Narodowa
-  Jaślany (DW 982)
-  Tuszów Narodowy (DW 764)
- Tuszów Mały (Tuschow, Tuszow)
- Malinie
- Chorzelów
-  Mielec (DW 875, DW 983, DW 984)
- Rzemień
- Tuszyma
-  Dąbie (DW 986)
- Męciszów

Woiwodschaft Karpatenvorland, Powiat Dębicki
- Pustków
- Brzeźnica
- Kozłów
- Pustynia
-  Dębica (Dembitza) (A 4, DK 94)